# Exposición Conmemorativa de Gotemburgo (1923)

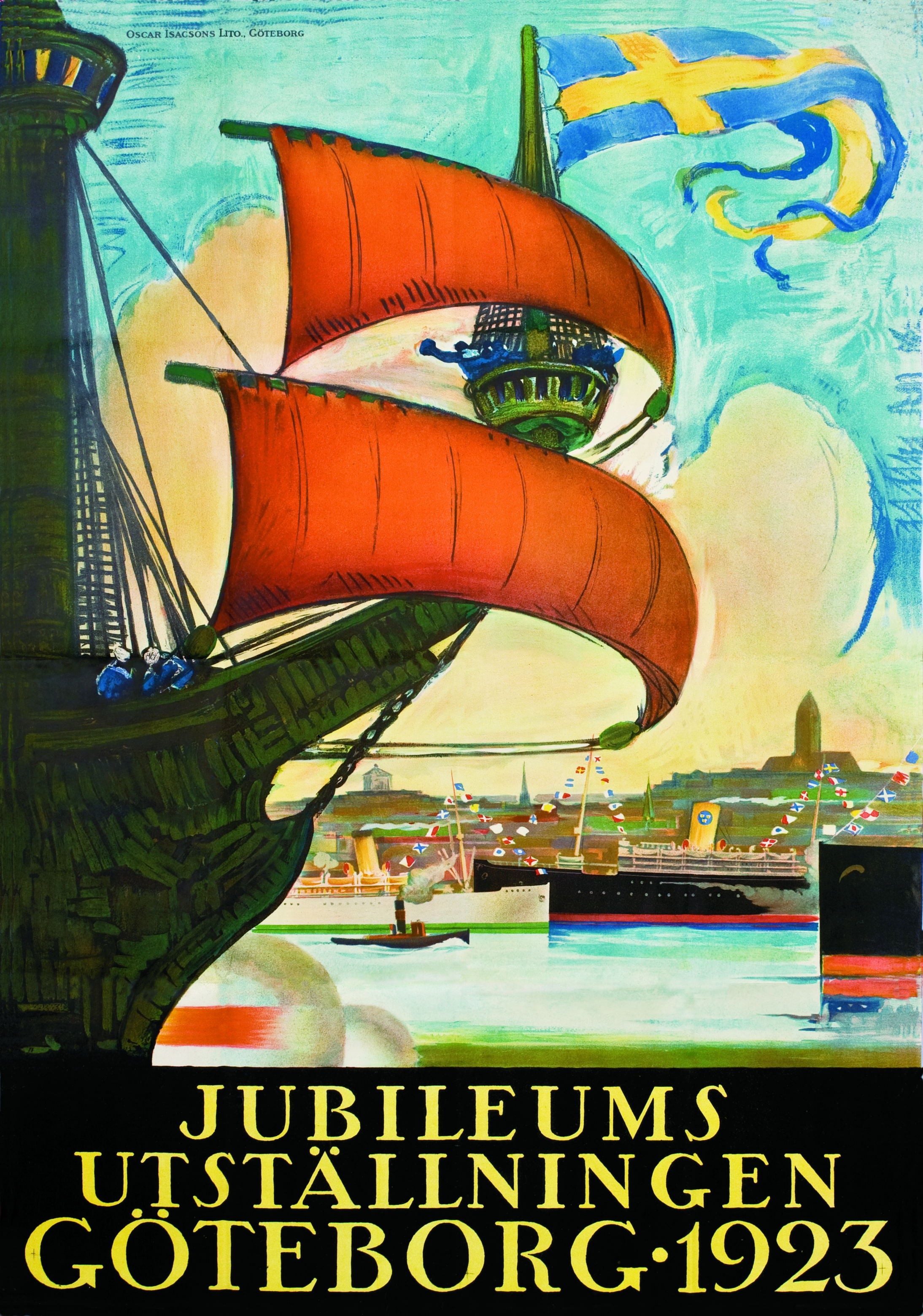
Afiche de la Exposición Conmemorativa en Gotemburgo 1923.

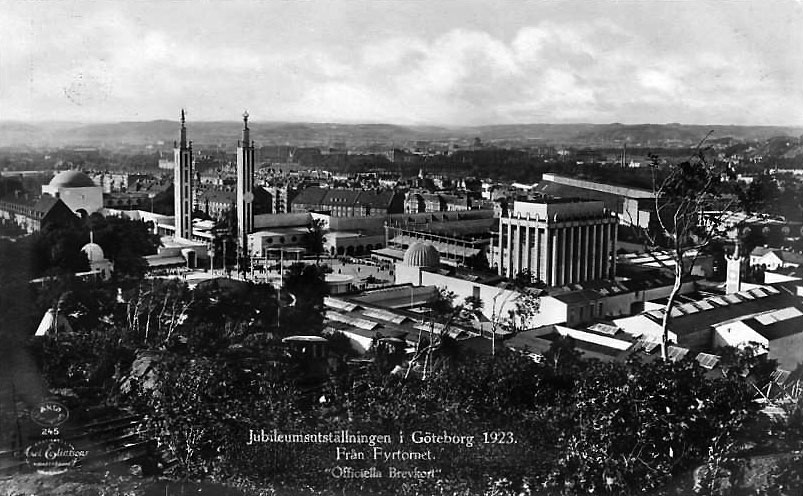
Imagen general de la exposición desde el faro.

La Exposición Conmemorativa de Gotemburgo (en sueco: Jubileumsutställningen) fue una gran exposición organizada para celebrar el 300.º aniversario de la ciudad que fue inaugurada el 8 de mayo de 1923 por el rey Gustavo V. El hecho ciertamente ocurrió en 1921 —la ciudad recibió del rey Gustavo II Adolfo su estatuto real fundador en 1621—, pero la exposición se retrasó hasta 1923. Se planeó cerrar la exposición el 30 de septiembre, pero se amplió hasta el 15 de octubre y fue visitada por 4,2 millones de personas. El comisionado general de la exposición fue Harald Adelsohn. La exposición fue concebida como una gran exposición internacional al estilo de las exposicones universales, aunque no tuvo ese carácter ni fue reconocida por la Convención relativa a las Exposiciones Internacionales (ver Exposiciones internacionales reconocidas por el BIE).
Fue una exposición muy grande que cubrió gran parte de Gotemburgo y se construyeron y fundaron varios de los edificios e instituciones más conocidos de la actualidad, como el Museo de Arte de Gotemburgo, el Jardín Botánico de Gotemburgo, el Liseberg y el Centro de Exposiciones de Suecia. La exposición se ubicó principalmente en dos áreas: el área para la Exposición del Aniversario en sí con 244 680 m² y el área para el Encuentro Agrícola, la Exposición de Aviación y la Exposición del Jardín Nórdico con 224 000 m².
El gobernador Oscar von Sydow y el presidente del Ayuntamiento de Gotemburgo, Axel Carlandersplatsen, clausuraron la exposición escribiendo las últimas líneas en el "Libro de oro" (libro conmemorativo) el 15 de octubre de 1923: «En 1923, el 15 de octubre a las 6:50 p.m. concluyó solemnemente una ceremonia en la terraza frente al salón conmemorativo».

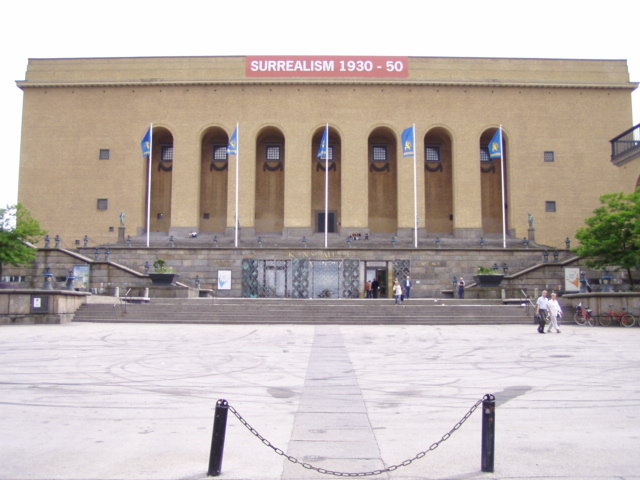
El Museo de Arte de Gotemburgo en la plaza Götaplatsen, ambos establecidos para la exposición
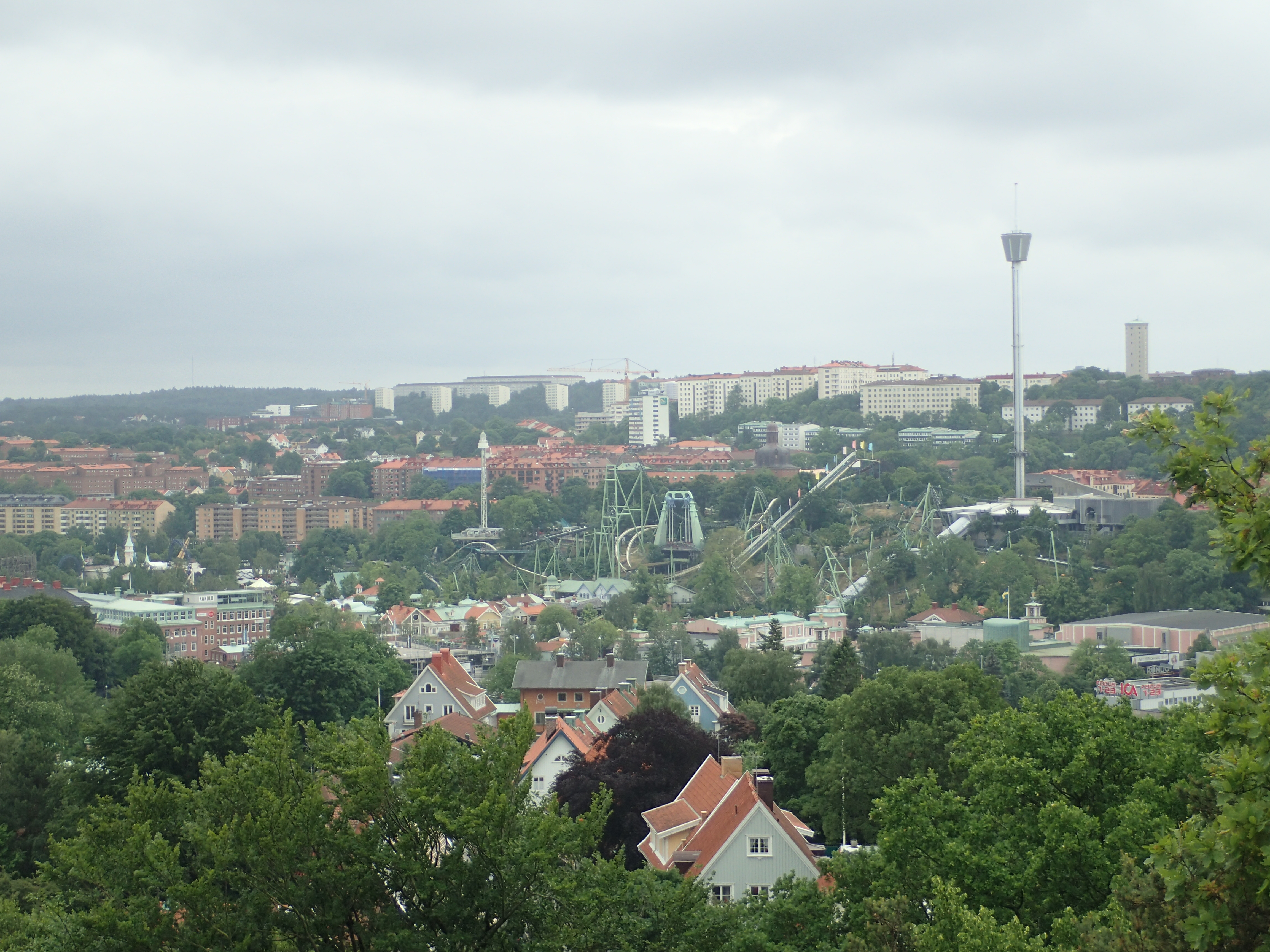
Panorama de Liseberg
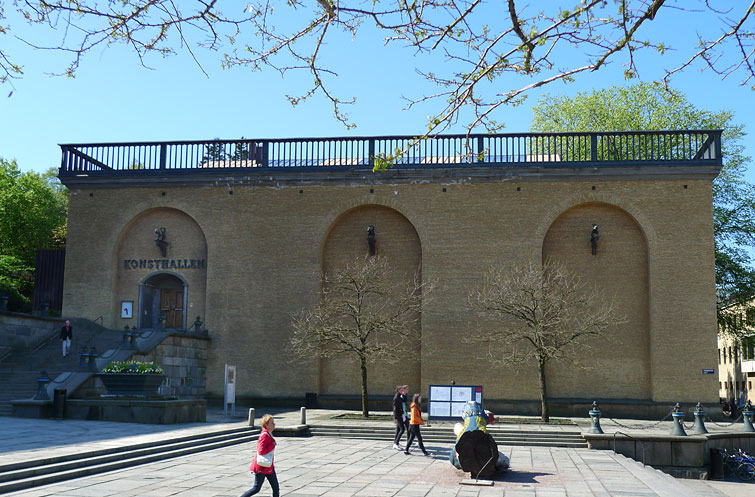
Göteborgs Konsthall
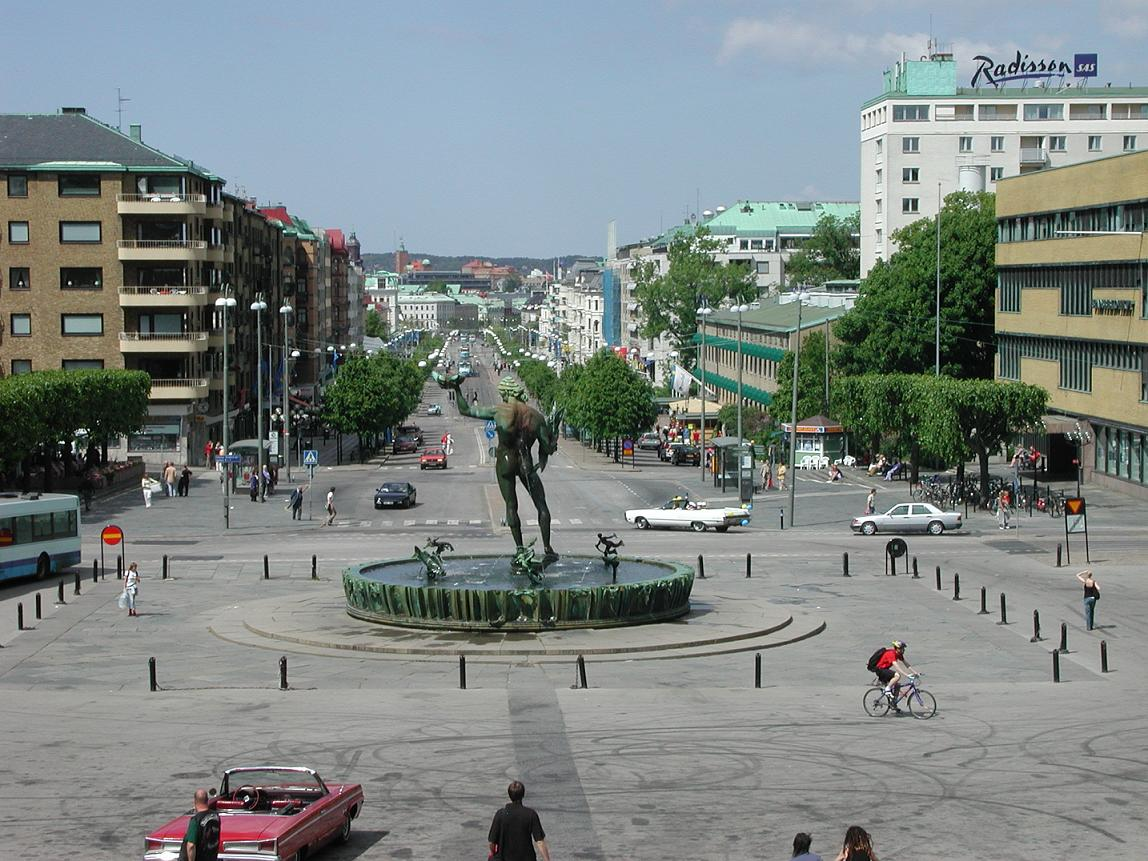
Götaplatsen
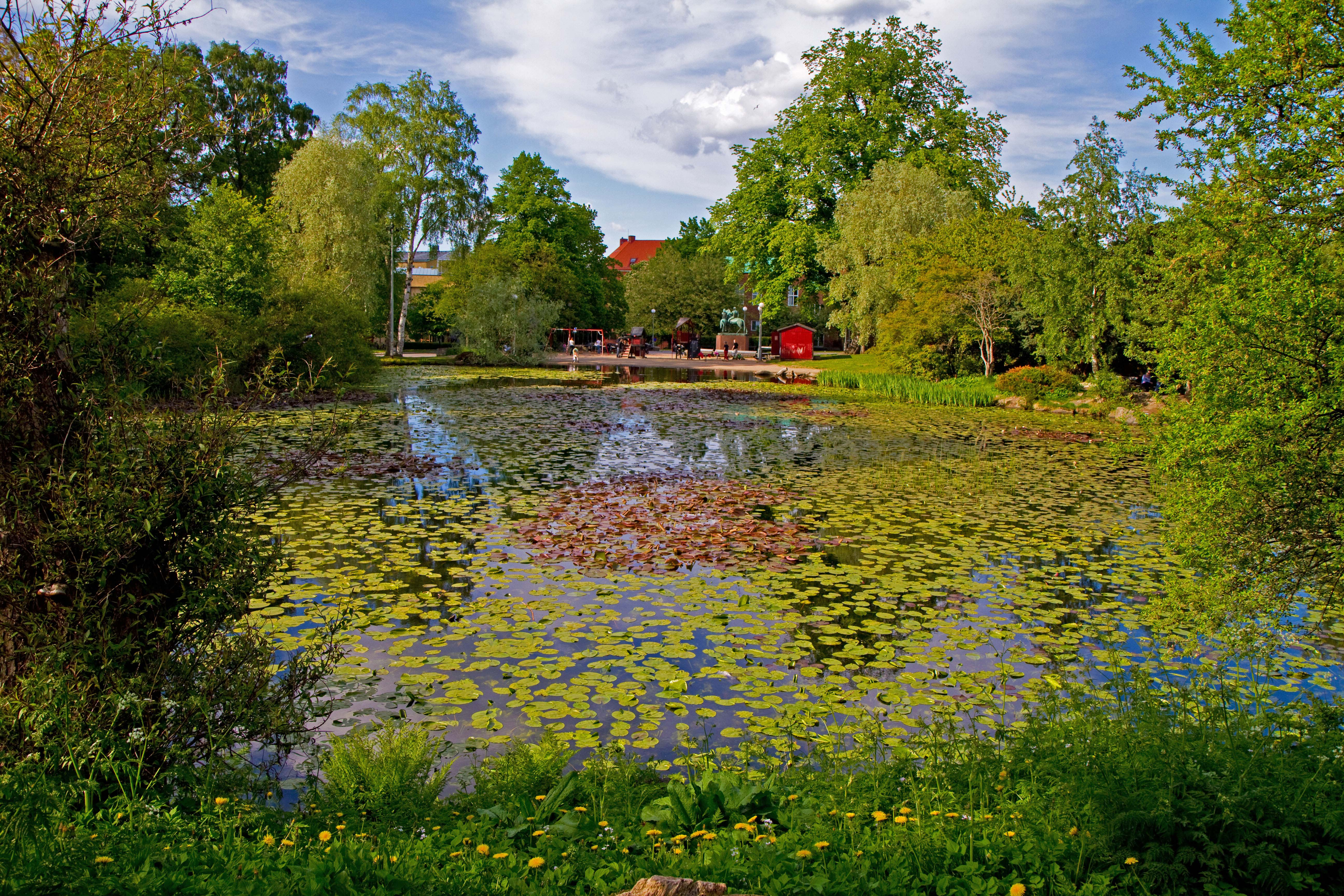
El Näckrosdammen (estanque de nenúfares), que se diseñó en relación con la exposición.

## Arquitectura y zona expositiva
En 1916, el comité de la exposición anunció un concurso para el diseño de Götaplatsen, que fue ganado por los arquitectos  bien establecidos en Gotemburgo Sigfrid Ericson y Arvid Bjerke junto con Ragnar Ossian Swensson y Ernst Torulf, quienes juntos formaron el consorcio ARES. En enero de 1920, fueron designados como arquitectos principales de toda la exposición. Torulf y Swensson dejaron el grupo en 1921. Muchos edificios individuales construidos en el área de exhibición fueron diseñados por otros arquitectos. Antes de la exposición, se agregaron varios edificios e instituciones nuevos en la ciudad, algunos que aún se mantienen en pie y otros que han sido demolidos. El estilo de los edificios y la zona de exposición fue principalmente clasicista, inspirado en la arquitectura griega y romana (pompeyana). También había elementos de imperio y elementos claros orientales, principalmente chinos. Los trabajos de construcción comenzaron ya en 1920 y las áreas de exposición se ubicaron principalmente en el distrito de Lorensberg y ocuparon aproximadamente 245 000 m².
La exposición se dividió en varios grupos principales:
- Exposición histórica
- Exposición municipal
- Exposición de arte escandinavo
- Exposición de los suecos en el extranjero
- Exposición de artes y oficios e industria del arte suecos
- Exposición de exportación sueca

Además, se organizaron exposiciones paralelas entre las que se pueden mencionar principalmente la 22.ª reunión agrícola general sueca, la Exposición Internacional de Aviación, la 5.ª Exposición de jardines nórdicos y los juegos deportivos en el entonces recién construido Slottskogsvallen.
Un sitio estaba en Liseberg, un área ajardinada existente. Se abrió al público para la exposición, acogió varios pabellones, incluida una casa de arte industrial, una exposición de exportaciones, una sala de congresos y una sala de máquinas y atracciones que incluía un carrusel. Liseberg continuó como un parque de atracciones, y ahora es la atracción turística más visitada en Suecia, que recibe unos 3 millones de visitas al año.
El pabellón de Artes y Oficios fue diseñado por Hakon Ahlberg y el pabellón de exposiciones de arte por los arquitectos Sigfrid Ericson (1879-1958) y Arvid Bjerke (1880-1952), que ahora una galería de arte contemporáneo, el Göteborgs Konsthall. El artista David Wallin tuvo una exposición individual aquí que incluyó sus obras Summer y Springtime in the forest.

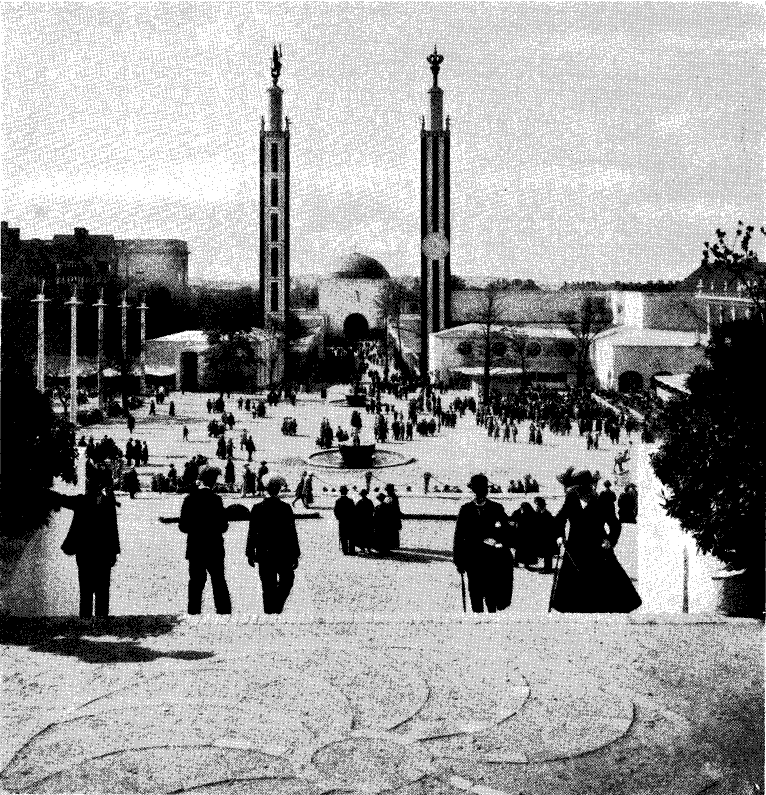
Stora gården 1923, visto desde la sala conmemorativa
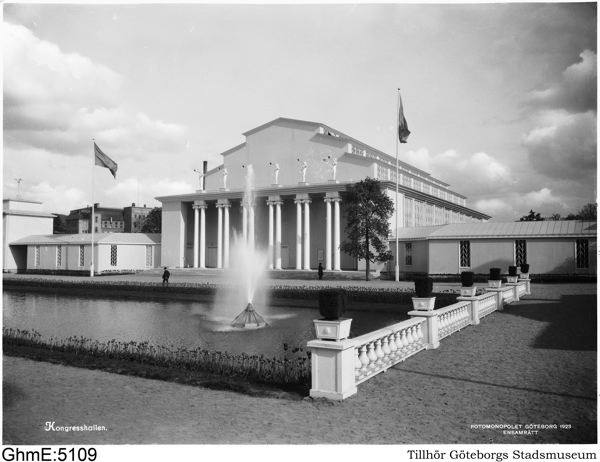
La sala de congresos de Liseberg, que se incendió en 1973.
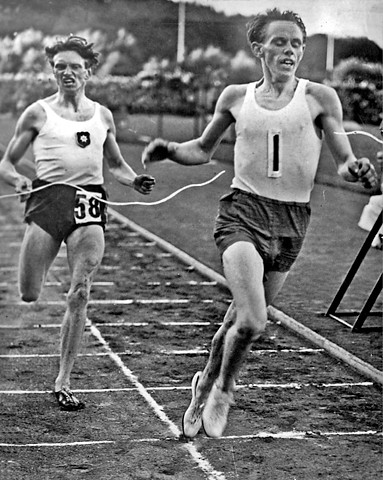
Gunder Hägg (dcha.) estableció un nuevo récord mundial el 1 de julio de 1942 en la distancia de una milla inglesa en Slottskogsvallen, construido para la Exposición de Gotemburgo 19 años antes.
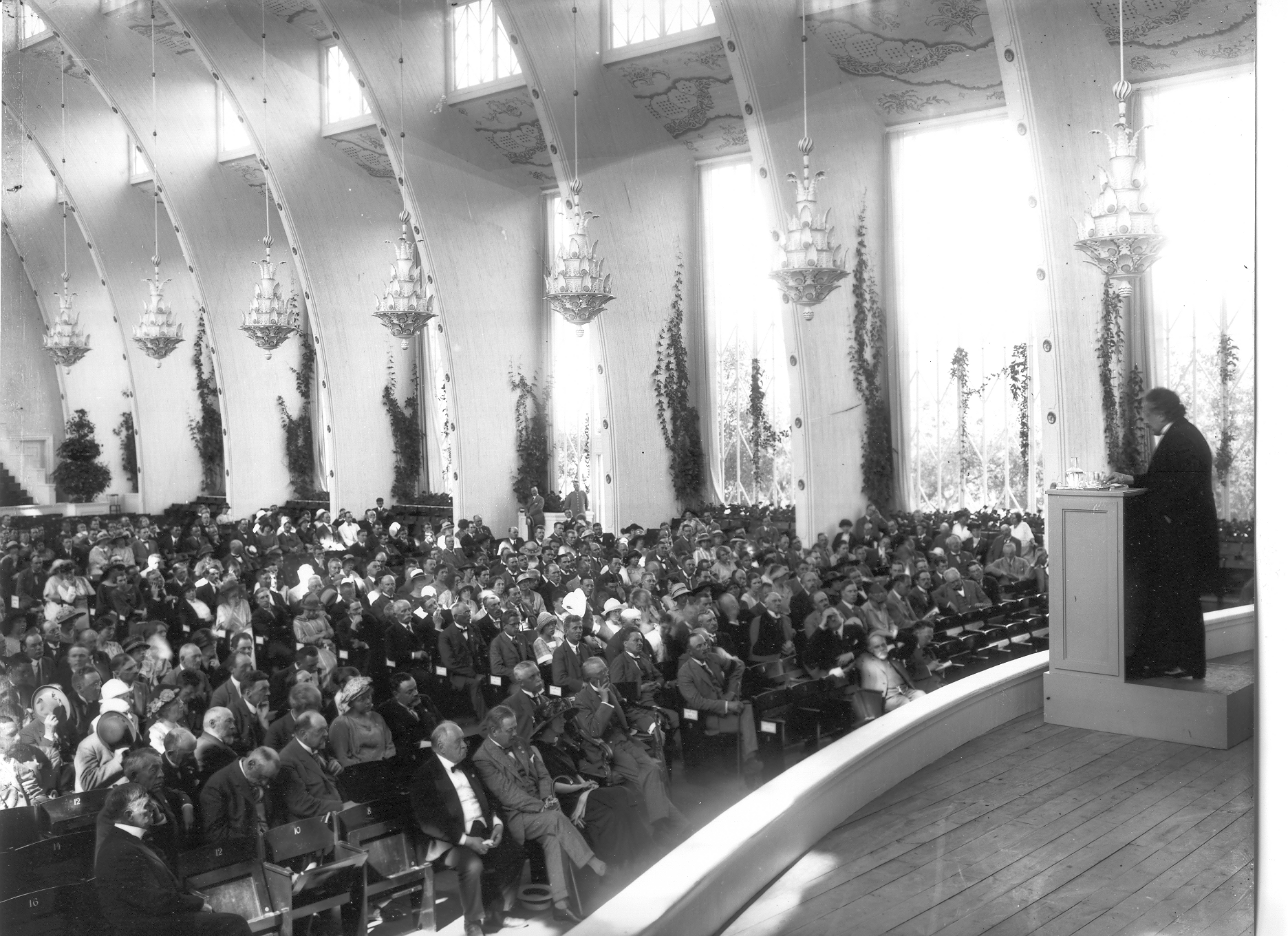
Albert Einstein dando su conferencia oficial Nobel en la sala de congresos de Liseberg en 1923 (fue galardonado en 1921 con el Nobel de Física). La imagen muestra al rey  Gustavo V, Gustaf Ekman y Svante Arrhenius